# Julia Goldani Telles
Julia Goldani Telles (Los Angeles, 18 marzo 1995) è un'attrice statunitense, nota per aver interpretato Sasha Torres nella serie Bunheads, per essere stata la protagonista della terza stagione della serie antologica The Girlfriend Experience e per il suo ruolo nel cast principale di The Affair.

## Filmografia parziale

### Cinema
- The Wind, regia di Emma Tammi (2018)
- Slender Man, regia di Sylvain White (2018)

### Televisione
- A passo di danza (Bunheads) - serie TV, 18 episodi (2012-2013)
- The Affair - Una relazione pericolosa (The Affair) - serie TV, 53 episodi (2014–2019)
- Nurse Jackie - Terapia d'urto (Nurse Jackie) - serie TV, 3 episodi (2014)
- Blue Bloods - serie TV, episodio 4x12 (2014)
- The Girlfriend Experience - serie TV, 10 episodi (2021)
- Law & Order - Unità vittime speciali (Law & Order: Special Victims Unit) - serie TV, episodio 24x03 (2024)

## Doppiatrici italiane
Nelle versioni in italiano delle opere in cui ha recitato, Julia Goldani Telles è stata doppiata da:
- Claudia Scarpa in A passo di danza
- Roisin Nicosia in The Affair - Una relazione pericolosa
- Virginia Brunetti in Blue Bloods
- Emanuela Ionica in Slender Man